# ボーダーランド文庫
ボーダーランド文庫（ボーダーランドぶんこ）は、1997年6月から1998年6月にかけて角川春樹事務所から発行されていた文庫本レーベル。全28冊。

## 概要
謳い文句に「オカルトか?未知の科学か?闇の図書館から蘇る、秘密文献シリーズ!」とあるように、主に超常現象、超古代文明、空飛ぶ円盤、ノストラダムスなどに肯定的な本が収録されており、大陸書房から刊行されていた単行本を改題し文庫化したものが多かった。その一方で『プラトンのアトランティス』のような懐疑的な本も収録していた。
と学会の会員であった志水一夫が解説を執筆している本も複数ある。
また、角川春樹事務所から発行されていた『ボーダーランド』というオカルト雑誌も存在したが、1997年9月号で休刊となった。

## 書誌情報
1. 『失われたムー大陸 第一文書』（ジェームズ・チャーチワード、小泉源太郎訳、南山宏解説） 1997.6 ISBN 4-89456-315-0
2. 『地球空洞説』（レイモンド・バーナード（英語版）、小泉源太郎訳、並木伸一郎解説） 1997.6 ISBN 4-89456-316-9
3. 『ピカトリックスの秘密』（ピーター・コロージモ、坂斉新治訳、武田崇元解説） 1997.6 ISBN 4-89456-317-7
4. 『宇宙からの福音（エウァンゲリオン）』（ジョン・A・キール、北村十四彦訳、志水一夫解説） 1997.6 ISBN 4-89456-318-5
5. 『神の進化計画』（マックス・H・フリント, オットー・O・ビンダー、小泉源太郎訳、並木伸一郎解説）1997.6 ISBN 4-89456-319-3
6. 『ムー帝国の表象 第三文書』（ジェームズ・チャーチワード、小泉源太郎訳、南山宏解説） 1997.7 ISBN 4-89456-329-0
7. 『火星からの使徒』（W・レイモンド・ドレイク、北村十四彦訳、志水一夫解説） 1997.7 ISBN 4-89456-325-8
8. 『地底都市の巨神』（エリック・ノーマン、小泉源太郎訳、並木伸一郎解説） 1997.7 ISBN 4-89456-327-4
9. 『第三種接近遭遇』（J・アレン・ハイネック、南山宏訳、高梨純一解説） 1997.7 ISBN 4-89456-326-6
10. 『オデュッセウスの宇宙船』（ピーター・コロージモ、川名公平訳、武田崇元解説） 1997.7 ISBN 4-89456-328-2
11. 『謎の反重力網』（ブルース・L・キャッシー, ピーター・N・テム、中保恒治訳、並木伸一郎解説） 1997.8 ISBN 4-89456-335-5
12. 『神の宇宙船』（ピーター・コロージモ、川名公平訳、武田崇元解説） 1997.8 ISBN 4-89456-336-3
13. 『不思議現象ファイル』（ジョン・A・キール、南山宏訳、志水一夫解説） 1997.8 ISBN 4-89456-337-1
14. 『宇宙人の超古代史』（W・レイモンド・ドレイク、笠原哲正訳、志水一夫解説） 1997.10 ISBN 4-89456-356-8
15. 『神々の秘密』（ピーター・コロージモ、坂斉新治訳、武田崇元解説） 1997.10 ISBN 4-89456-357-6
16. 『衝撃のムー文明』（トニー・アール、小泉源太郎訳、並木伸一郎解説） 1997.10 ISBN 4-89456-358-4
17. 『霊界写本』（ハンス・ホルツァー、和巻耿介訳、志水一夫解説） 1997.12 ISBN 4-89456-364-9
18. 『プラトンのアトランティス』（ライアン・スプレイグ・ディ・キャンプ、小泉源太郎訳、南山宏解説） 1997.12 ISBN 4-89456-365-7
19. 『奇現象ファイル』（F・W・ホリデイ、和巻耿介訳、並木伸一郎解説） 1997.12 ISBN 4-89456-366-5
20. 『ヒトラーとロンギヌスの槍』（ハワード・A・ビュークナー, ヴィルヘルム・ベルンハルト、並木伸一郎訳、解説者不明） 1998.2 ISBN 4-89456-377-0
21. 『恐怖のポルターガイスト』（ウィリアム・G・ロール、坂斉新治訳、志水一夫解説） 1998.2 ISBN 4-89456-378-9
22. 『謎の超怪奇ゾーン』（ピーター・コロージモ、坂斉新治訳、武田崇元解説） 1998.2 ISBN 4-89456-379-7
23. 『聖なる宇宙への帰還』（ピーター・コロージモ、花野秀男訳、武田崇元解説） 1998.4 ISBN 4-89456-396-7
24. 『ツタンカーメンの呪い』（フィリップ・ファンデンベルク、原一男訳、並木伸一郎解説） 1998.4 ISBN 4-89456-397-5
25. 『戦慄の超サイコ現象』（マッシモ・イナルディ、坂斉新治訳、志水一夫解説） 1998.4 ISBN 4-89456-398-3
26. 『空飛ぶ円盤同乗記』（ジョージ・アダムスキー、大沼忠弘訳、横尾忠則解説） 1998.6 ISBN 4-89456-420-3
27. 『時の旅人ノストラダムス』（ミシェル・C・トゥシャール、千葉茂隆訳、武田崇元解説） 1998.6 ISBN 4-89456-421-1
28. 『世にも不思議な物語』（スー・コヴァック、並木伸一郎訳・解説） 1998.6 ISBN 4-89456-422-X